# Gonioctena decemnotata
Gonioctena decemnotata је врста тврдокрилца из породице буба листара (Chrysomelidae).
Инсект је дуг 5,5-7,5 mm. Ноге су црвенкасте, а исте боје су и антене које постају тамније само према врховима. Може се наћи у целој Европи, с тим што према југу континента (укључујући и Србију) налази постају све ређи. 